# تشارلز بويس
تشارلز بويس (بالإنجليزية: Charles Boyce)‏ (6 يناير 1899 في المملكة المتحدة - 6 أغسطس 1964) هو لاعب كرة قدم بريطاني في مركز مهاجم داخلي. لعب مع نادي كوينز بارك.